# Raúl Padovani
Raúl Padovani (Avellaneda, Buenos Aires) es un actor, productor y cantante argentino. Interpretó el popular tema  Submarino amarillo.

## Carrera
Su padre era mecánico rectificador y preparador de autos de carrera, quien falleció a los 48 años de un infarto masivo frente a él. La pasión por Racing la heredó de su abuela quien lo llevaba siempre a la cancha. Hizo sus estudios secundarios en la Escuela Nacional número 7 Juan Martín del Pueyrredón en San Telmo teniendo como compañeros a Gustavo Yankelevich.
Padovani fue descubierto por el entonces productor de la RCA, el cantante Lalo Fransen. Su hit Una noche excepcional, compuesto por Palito Ortega, vendió miles de discos.
Comenzó su carrera en 1970 al integrar el programa Música en libertad con conducción de Maisabé y Leonardo Simons con producción de Alejandro Romay. De "Los Cactus" como se los llamaban, salieron otras figuras como  María Esther Lovero, Silvana Di Lorenzo, Héctor Santos, Horacio Ortíz y Christian Andrade. También fue actor de fotonovelas para la revista Canal TV.
Además en televisión integró ficciones y programas como Todo es amor ,Sábados de la bondad, Alta comedia con Silvia Montanari y dirección de Alejandro Doria; y Calabromas junto a Juan Carlos Calabró.
Su repercusión en el mundo del espectáculo lo llevó al cine. En 1972 encabeza junto a Luis Sandrini la película Mi amigo Luis, con dirección de Carlos Rinaldi; y un año después con Ángel Magaña, Amelia Bence y Eduardo Rudy en el film Adiós Alejandra. En 1980 prestó su voz para doblar a Diego Armando Maradona en la película ¡Qué linda es mi familia! con Luis Sandrini, Niní Marshall y Palito Ortega.
En 1970 fue nominado el Premio Martín Fierro como revelación del año, premio que fue entregado finalmente a Andrea Del Boca. En varias giras fue acompañado por reconocidos músicos como Alejandro Lerner.

## Vida privada
En sus inicios tuvo un sonado romance con la cantante de Música en libertad, María Esther Pazos. Luego se casó con la cantante, bailarina y psicóloga, Alejandra Rodrigo, con quien tuvo tres hijos, uno de ellos, Agustín Pablo Fernando Padovani es un ingeniero civil.
En 1996 conoce a la actriz de teatro y televisión, Andrea Gilmour, mientras presentaba la obra Llave para dos y quien lo acompañó en giras por España. Gilmour murió en diciembre del 2008 a los 48 años víctima de una enfermedad.

## Filmografía[8]
- 1980: ¡Qué linda es mi familia!.
- 1973: Adiós Alejandra.
- 1972: Mi amigo Luis.

## Televisión
- 1983/1988: Calabromas.
- 1975: Domingos para la Juventud, con Orlando Marconi.
- 1974: Musitodo.
- 1972/1973: Todo es amor.
- 1971: Alta comedia.
- 1970: Sábados de la bondad.
- 1970: Música en libertad.

## Temas interpretados
- Una noche excepcional
- Estoy echo un demonio
- Me vengaré
- Yo vivo en una ciudad
- Con los chicos y las chicas
- Penas tan solo penas
- Dicen que no tiene novio
- Golpe de timón
- Me acuerdo tanto de ti
- Cuanta tristeza que me da
- La culpa fue de esa mujer
- No quisiera caer en un error
- Porque no me da bolilla
- Estoy loco, loco, loco
- Hola dulzura
- Es mi chica favorita
- Tengo que ganar
- Por culpa de un viejo amor
- Un clavo saca a otro clavo
- La pena que me acompaña
- Apenado como estoy
- El chucu chucu del amor
- En el hilo del yoyo
- La fui a buscar
- Apenado como estoy
- Tirado con mi cara al sol
- Yo vivo en una ciudad
- Pudo ser
- El te necesita más que yo
- La fui a buscar